# BAFTA Scotland
BAFTA Scotland — шотландское отделение Британской академии кино и телевизионных искусств. Основанный в 1989 году филиал проводит ежегодные награждения создателей и участников шотландских фильмов, телепередач и видеоигр. Эти награждения проходят отдельно от BAFTA TV Awards и BAFTA Film Awards.

## British Academy Scotland Awards
Последняя церемония награждения British Academy Scotland Awards проходила 18 ноября 2012 года в Глазго. Награда была роздана в 12 категориях от анимации до драмы на телевидении. В настоящее время она является крупнейшей кинопремией Шотландии.